# State Archives of Assyria Studies
Die State Archives of Assyria Studies (abgekürzt SAAS) sind eine Buchreihe von Monographien, die in Beziehung zu den in State Archives of Assyria (SAA) publizierten Texten stehen oder deren Edition ergänzen. Sie erscheinen in englischer, französischer oder deutscher Sprache und bieten eine Plattform zur Publikation von Dissertationen oder von Forschungsergebnissen zum Neuassyrischen Reich. Herausgegeben werden die SAAS vom Neo-Assyrian Text Corpus Project an der Universität Helsinki.

## Bände
- SAAS 1: Suzanne Herbordt: Neuassyrische Glyptik des 8.–7. Jh. v. Chr. unter besonderer Berücksichtigung der Siegelungen auf Tafeln und Tonverschlüsse (1992)
- SAAS 2: Alan Millard: The Eponyms of the Assyrian Empire 910-612 BC (1994)
- SAAS 3: Marco De Odorico: The Use of Numbers and Quantifications in the Assyrian Royal Inscriptions (1995)
- SAAS 4: Steven W. Cole: Nippur in Neo-Assyrian Times c. 755-612 BC (1996)
- SAAS 5: Remko Jas: Neo-Assyrian Judicial Procedures (1996)
- SAAS 6: Karen Radner: Die neuassyrischen Privatrechtsurkunden als Quelle für Mensch und Umwelt (1997)
- SAAS 7: Martti Nissinen: References to Prophecy in Neo-Assyrian Sources (1998)
- SAAS 8: Andreas Fuchs: Die Annalen des Jahres 711 v. Chr. nach Prismenfragmenten aus Ninive und Assur (1998)
- SAAS 9: Sarah C. Melville: The Role of Naqia/Zakutu in Sargonid Politics (1999)
- SAAS 10: Beate Pongratz-Leisten: Herrschaftswissen in Mesopotamien: Formen der Kommunikation zwischen Gott und König im 2. und 1. Jahrtausend v. Chr. (1999)
- SAAS 11: Raija Mattila: The King’s Magnates: A Study of the Highest Officials of the Neo-Assyrian Empire (2000)
- SAAS 12: Matthew W. Waters: A Survey of Neo-Elamite History (2000)
- SAAS 13: Jaakko Hämeen-Anttila: A Sketch of Neo-Assyrian Grammar (2000)
- SAAS 14: Amar Annus: The God Ninurta in the Mythology and Royal Ideology of Ancient Mesopotamia (2002)
- SAAS 15: Pirjo Lapinkivi: The Sumerian Sacred Marriage in the Light of Comparative Evidence (2004)
- SAAS 16: Mikko Luukko: Grammatical Variation in Neo-Assyrian (2004)
- SAAS 17: Cynthia Jean: La Magie Néo-assyrienne en Contexte: recherches sur le métier d’exorciste et le concept d’āšipūtu (2006)
- SAAS 18: Sabrina Favaro: Voyages et voyageurs à l’époque néo-assyrienne (2007)
- SAAS 19: Alan Lenzi: Secrecy and the Gods: Secret Knowledge in Ancient Mesopotamia and Biblical Israel (2008)
- SAAS 20: Selim Ferruh Adalı: The Scourge of God: The Umman-manda and Its Significance in the First Millennium BC (2011)
- SAAS 21: Sherry Lou Macgregor: Beyond Hearth and Home: Women in the Public Sphere in Neo-Assyrian Society (2012)
- SAAS 22: Rumen Kolev: The Babylonian Astrolabe: The Calendar of Creation (2013)
- SAAS 23: Saana Svärd: Women and Power in Neo-Assyrian Palaces (2015)
- SAAS 24: Amar Annus: The Overturned Boat: Intertextuality of the Adapa Myth and Exorcist Literature (2016)
- SAAS 25: Vladimir Sazonov: Die assyrischen Königstitel und -epitheta vom Anfang bis Tukulti-Ninurta I. und seinen Nachfolgern (2016)
- SAAS 26: Mattias Karlsson: Alterity in Ancient Assyrian Propaganda (2017)